# Волнат-Крік (Огайо)
Волнат-Крік (англ. Walnut Creek) — переписна місцевість (CDP) в США, в окрузі Голмс штату Огайо. Населення — 908 осіб (2020).

## Географія
Волнат-Крік розташований за координатами 40°32′47″ пн. ш. 81°43′46″ зх. д. / 40.54639° пн. ш. 81.72944° зх. д. (40.546501, -81.729535).  За даними Бюро перепису населення США в 2010 році переписна місцевість мала площу 5,76 км², з яких 5,76 км² — суходіл та 0,00 км² — водойми.

## Демографія
Згідно з переписом 2010 року, у переписній місцевості мешкало 878 осіб у 236 домогосподарствах у складі 193 родин. Густота населення становила 152 особи/км².  Було 257 помешкань (45/км²).
Расовий склад населення:
| - 99,2 % — білих - 0,1 % — чорних або афроамериканців - 0,1 % — азіатів |

До двох чи більше рас належало 0,5 %. Частка іспаномовних становила 0,2 % від усіх жителів.
За віковим діапазоном населення розподілялося таким чином: 21,1 % — особи молодші 18 років, 39,6 % — особи у віці 18—64 років, 39,3 % — особи у віці 65 років та старші. Медіана віку мешканця становила 52,2 року. На 100 осіб жіночої статі у переписній місцевості припадало 74,6 чоловіків;  на 100 жінок у віці від 18 років та старших — 71,5 чоловіків також старших 18 років.
Середній дохід на одне домашнє господарство  становив 60 011 долар США (медіана — 44 861), а середній дохід на одну сім'ю — 61 929 доларів (медіана — 48 828). За межею бідності перебувало 10,8 % осіб, у тому числі 21,7 % дітей у віці до 18 років та 0,0 % осіб у віці 65 років та старших.
Цивільне працевлаштоване населення становило 349 осіб. Основні галузі зайнятості: виробництво — 26,6 %, освіта, охорона здоров'я та соціальна допомога — 18,6 %, будівництво — 18,1 %.